# Élie Ducommun
Élie Ducommun (Genf, 1833. február 19. – Bern, 1906. december 7.) svájci író, szerkesztő, fordító, békeaktivista. 1902-ben Charles Albert Gobat-val együtt Nobel-békedíjat kapott.

## Élete
Genfben és Bernben magazinokat és újságokat szerkesztett, később a Jura-Simplon Vasúttársaság főtitkáraként dolgozott (1873-1891). Szabadidejében különböző békeakciókat szervezett. Aktív szerepet vállalt az európai egységért küzdő mozgalomban. Szerkesztette az 1867-ben alakult Nemzetközi Béke- és Szabadságliga Les États-Unis d'Europe című időszaki kiadványát.
1889-ben részt vett a később rendszeressé váló nemzetközi békekonferenciák első ülésén. 1891-ben a Nemzetközi Békeiroda – az első nem kormányzati nemzetközi békeszervezet – tiszteletbeli főtitkárának választották. 
1895-től Correspondence bi-mensuelle címen kiadta az iroda kéthavonta megjelenő folyóiratát. Számos írást publikált a békemozgalomról. Haláláig vezetője maradt a Békeirodának.